# Dominik Landertinger
Dominik Landertinger (Braunau am Inn, 1988. március 13. –) osztrák sílövő. A hivatásos katona sportoló.

## Pályafutása
1999-től biatlonozott. Pályafutása első éveiben az Európa-kupában, az Európa-bajnokságon és a Junior világbajnokságon indult. Európa-bajnokságon 2007-ben és 2008-ban állhatott dobogóra, kétszer lett első és háromszor második. Junior világbajnokságon 2006-ban a váltóval második, egyéniben pedig harmadik lett, 2007-ben pedig első lett a váltóval és második a sprint versenyszámban.
A felnőttek mezőnyében, a világkupában 2007-ben indult először. Összetettben legjobb eredményét a 2008/2009-es sorozatban érte el, a tizenegyedik lett.
Első világbajnokság, ahol indulhatott, az a 2009-es volt, ahol megnyerte a tömegrajtos indítású versenyt, a váltóval pedig második lett.
Olimpián 2010-ben, Vancouverben képviselhette először hazáját.
2020 áprilisában bejelentette a visszavonulását.

## Eredményei

### Olimpia
| Év   | Világbajnokság | Versenyszám | Versenyszám | Versenyszám   | Versenyszám | Versenyszám | Versenyszám |
| Év   | Világbajnokság | Egyéni      | Sprint      | Üldözőverseny | Tömegrajtos | Váltó       |             |
| ---- | -------------- | ----------- | ----------- | ------------- | ----------- | ----------- | ----------- |
| 2010 | Vancouver      | 23          | 34          | 14            | 7           | 2           |             |

### Világbajnokság
| Év   | Világbajnokság | Versenyszám | Versenyszám | Versenyszám   | Versenyszám | Versenyszám | Versenyszám  |
| Év   | Világbajnokság | Egyéni      | Sprint      | Üldözőverseny | Tömegrajtos | Váltó       | Vegyes váltó |
| ---- | -------------- | ----------- | ----------- | ------------- | ----------- | ----------- | ------------ |
| 2009 | Phjongcshang   | 6           | 17          | 34            | 1           | 2           | ----         |

### Világkupa
| Helyezés | 61 | 11 | 6 |

| 2007/08    | | | Pokljuka Váltó                                                                                        |
| 2008/09    | Oberhof Váltó Phjongcshang Tömegrajtos (VB)                                                           | Hochfilzen Váltó Ruhpolding Sprint Antholz-Anterselva Tömegrajtos Phjongcshang Váltó (VB) Hanti-Manszijszk Tömegrajtos | Ruhpolding Üldözőverseny                                                                              |
| 2009/10    | Hochfilzen Váltó Hanti-Manszijszk Tömegrajtos                                                         | Pokljuka Sprint Antholz-Anterselva Sprint Vancouver Váltó (O)                                                          | Östersund Váltó Ruhpolding Váltó Antholz-Anterselva Üldözőverseny                                     |
| 2010/11    | | Hochfilzen Váltó | Ruhpolding Egyéni                                                                                     |
| 2011/12    | | | Antholz-Anterselva Váltó                                                                              |
| Összesítés | Egyéni: 0 Sprint: 0 Üldözőverseny: 0 Tömegrajtos: 2 Váltó: 2 Vegyes váltó: 0 ------------ Összesen: 4 | Egyéni: 0 Sprint: 3 Üldözőverseny: 0 Tömegrajtos: 2 Váltó: 4 Vegyes váltó: 0 ------------ Összesen: 9                  | Egyéni: 1 Sprint: 0 Üldözőverseny: 2 Tömegrajtos: 0 Váltó: 4 Vegyes váltó: 0 ------------ Összesen: 7 |

- O – Olimpia és egyben világkupa forduló is.
- VB – Világbajnokság és egyben világkupa forduló is.